# 丹羽祐久
丹羽 祐久（にわ ひろひさ、1978年〈昭和53年〉3月29日 - ）は、株式会社ウェザーニューズ所属の気象予報士。

## 来歴・人物
- 三重県鈴鹿市出身。子供のころから、空を見上げることが好きだった[1]。
- 2000年 - 気象予報士資格を取得[2]。
- 2002年 - 株式会社ウェザーニューズ入社。簿記3級（資格認定団体などの詳細は不明）資格を有していたこともあり[3]、当初は経理部門に配属されるが、その後、個人向けサービス（コンテンツ作成）部門に異動。異動の経緯は後述。
- 2008年 - 10分天気予報を開発したとされ、社内で表彰された[4]。
- 時期不詳だが、ウェザーニューズ・グローバル予報センター（通称:予報センター、GPEC）に異動となり、現在に至る。
- 2009年 - 「SOLiVE24」各番組に出演開始。

## 出演番組

### 現在の出演番組
ウェザーニュースLiVE
- ウェザーニュースLiVE・ムーン 平日22時台｢特集ウェザーニュースLiVE｣(不定期ゲスト出演)

### 過去の出演番組
ほぼ定期出演
- ソラマド オールナイト2部（金曜日のみ）
- weathernews LiVE（火 - 土曜 0時30分-0時50分頃「今日の感謝」コーナーに出演。2009年10月から2010年4月のリニューアルまで。）
- weathernews LiVE 毎週土曜（金曜深夜） 0時30分-0時50分頃「今週の感謝」コーナーに出演。2010年4月より。

SOLiVEゾーン・ソラマドゾーンの随時出演
- 天気マーク製作所
- 10分天気予報解説
- ゲリラ雷雨報告
- ゲリラ雷雨防衛隊本部レポート

なお、「ほぼ定期出演」としているのは、荒天時その他の理由で番組自体が中止となったり、番組は放送されるが、コーナーが変更になるなどの対応がとられるためである。
ウェザーニュース「SOLiVE24」
- SOLiVE ムーン 毎週月曜22時台｢世界のソラヨミから｣コーナー

ニコニコ生放送
- ニコニコウェザーニュース3(毎週火曜22時より) ｢Yes, we can!｣コーナー

## エピソード

### 「ソラマド オールナイト2部」出演に関連するエピソード
- 「堀田奈津水、気象予報志になる～!」のコーナーに、金曜日のみ、ほぼレギュラー出演していた。
- 絵で覚えるのが得意で、堀田には、絵で気象予報士になる方法を教えている。実際、丹羽は気象予報士試験に合格した際に絵で覚えたと述べた。

### 「weathernews LiVE」出演に関するエピソード
- 金曜日に放送される「今週の感謝（ウェザーレポート動向解説、通称:感謝のコーナー）」に出演している[5]。
- モバイル店所属時、バシに対して本来2千万円の売上を、2億円と誤って報告し、バシもその数値を報告してしまったため、バシは丹羽に対して「2億円持って来い!」などと激しく叱責、かわいそうに思った同僚が、丹羽に宝くじを渡して慰めた。また、丹羽は、失敗発覚日の近日にトヨタカップを観戦する予定だったが、この失敗のショックで観戦に行けなかった。[6]
- 2010年1月11日（正確には12日0時35分-）の「感謝の言葉」コーナーで、「ゲストゾーン」に出演していた石橋博良に関連して、採用試験を受ける前に石橋博良の著書『世界最大の気象情報会社になった日 (ISBN 978-4062102919) 』を読んでいた事、当時社長であった石橋博良との面接試験では（丹羽が）笑っていることが多かったことが暴露された。[7]
- 2009年12月24日（厳密には25日0時-）の放送では、バシともどもトナカイの仮装をして、「SOLiVEキャスターからのクリスマスプレゼント大抽選会」のアシスタントを務めた。
- 2010年2月15日（厳密には16日）放送の「感謝のコーナー」で、WNIの女性社員が男性社員向けにオフィスにおいていたバレンタインチョコレートを「1つずつ」という注記があったにもかかわらず2個食べた事を告白、バシやソラチャット参加者からツッコミを受ける。さらに、視聴者から丹羽宛にバレンタインプレゼントが届いていたことも報告された。しかし、視聴者から同社キャスターへのプレゼントについては、会社の規則で受け取れないこととなっており[8]、丹羽のサイン付きで返送する事をバシが説明してお詫びした。
- 「今週の感謝」で、喜田勝[9]（2010年5月29日 0時30分 - ）や森田清輝[10]（2010年7月3日 0時30分 - ）など、バシ以外と共演したことがある。

### 特番・同社イベントに関するエピソード
- ソラトモパーティー2009
  - クイズに正解した参加者のIDカードにスタンプを押す「スタンプ部隊」の一員を勤めた。青い「STAFF」Tシャツを着たスタッフの中、1人だけ白色の「SOLiVE」Tシャツを着ていた。また、テコンドーで、師範が蹴り技で、木の板を何枚割れるかというクイズのシンキングタイム中、デモンストレーションを演じた。結果は空振りで板を割ることはできなかった。
- 2009年今年の感謝from予報センター(weathernews LiVE カウントダウン)
  - 今田佐和子とともに、23時から、今年の感謝のトリとカウントダウンをつとめる。紅白歌合戦になぞらえ「紅白感謝合戦」となったが、ソラボタン投票の結果、今田に敗れる。
- 2010年箱根駅伝
  - 丹羽は、箱根・芦ノ湖付近の気象観測（ソラヨミ）を担当。そのため、1月2日0時30分-の「感謝のコーナー」出演後、すぐに現地に向かった。さらに1月4日に流星中継の為北海道に飛ぶというハードスケジュールをこなした。